# Callo (biología)

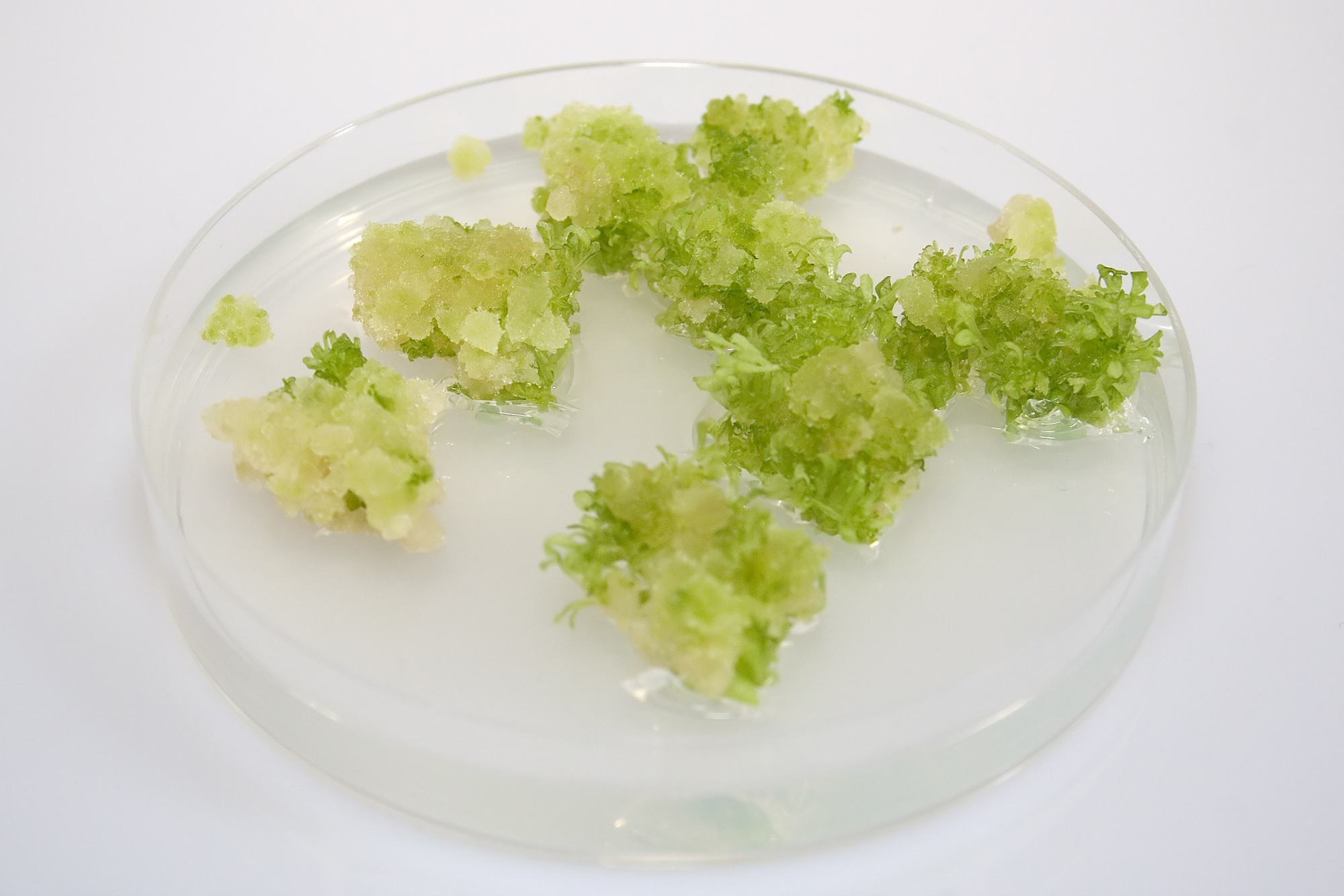
Callos de células de Nicotiana tabacum.

En la investigación y la biotecnología biológicas, un callo de células (también denominado callus, o calli), es una masa de células no diferenciadas. En las plantas las células del callo son aquellas que cubren una herida.

## Cultivo
El cultivo celular de un callo se sustenta generalmente en los medios de gel, muchos de una manera semejante en los que se cultivan las bacterias. Un medio suficiente consistiría en agar y una mezcla generalmente de macronutrientes y micronutrientes para un tipo determinado de célula. Para las células de las plantas, el enriquecimiento con nitrógeno, fósforo, y potasio es especialmente importante. El agua se proporciona como un componente de los medios del gel.

## Usos
Un callo de células de planta consiste en las células somáticas no diferenciadas de un espécimen de planta adulta.
Un callo no es necesariamente homogéneo genéticamente porque un callo se hace a menudo de tejido estructural, células no individuales. Sin embargo, las células del callo a menudo se consideran bastante similares para que el análisis científico estándar sea realizado como si fuera un solo individuo. Por ejemplo, un experimento puede hacer que la mitad de un callo experimente un tratamiento como grupo experimental, mientras que la otra mitad experimenta un tratamiento similar pero inactivo como grupo de control.
Los callos de células de plantas se pueden hacer, con la adición de un número de fitohormonas o de enzimas, para diferenciarlos en los tejidos especializados de una planta entera. Esto es una capacidad conocida como célula totipotencial.
Los callos de células pueden ser la fuente de obtención de nuevas moléculas con propiedades terapéuticas.
Un callo es a menudo, el objetivo de un marcador genético para la inserción específica de DNA en experimentos.
El tejido de callo es de uso particular en la micropropagación,  donde puede ser utilizado para cultivar copias genéticamente idénticas de plantas con características deseables.